# Eldkvarn (musikgrupp)
Eldkvarn är en svensk musikgrupp bildad 1971 i Norrköping.
Gruppen bildades av bröderna Plura och Carla Jonsson och deras kompis Tony Thorén. Deras första album, Elisabet, kom 1974 under det ursprungliga gruppnamnet Piska mig hårt. Namnet byttes till Eldkvarn 1976. Bandet är sedan länge baserat i Stockholm. Carla, Plura och Tony är fortfarande kvar i gruppen men de övriga medlemmarna har växlat. Bandets nuvarande uppställning har dock stått sig ända sedan mitten av 1990-talet.

## Historia[1]

### 1970-tal
Bröderna Jonsson och Tony Thorén började spela tillsammans i Norrköping 1971 under namnet Piska mig hårt. Namnet var inte helt okontroversiellt, och en av bandets spelningar fick till exempel annonseras under namnet Blixt & dunder. Medlemmarna flyttade med tiden till Stockholm och bandet baserades kring ett av den tidens många kollektiv. I början av 1974 spelades bandets in av radioprogrammet Tonkraft. Genom kontakten med medlemmar i Blå Tåget fick bandet kontakt med skivbolaget MNW och fick spela in en LP där. Skivan blev dock ingen större succé, och i musikrörelsen sågs det introverta bandet med konstigt namn och inte särskilt politiska texter oftast som en främmande fågel.
Bandet ombildades något år senare. Ett par nya medlemmar värvades och Carla Jonsson lämnade bandet för några år. Vid den här tiden skedde också namnbytet till Eldkvarn. Namnbytet gjordes eftersom bandet tyckte att det befintliga namnet tog för mycket fokus från arrangörer och omgivning. Andra förslag var "Kung Mej" efter en diktsamling av Lars Norén och "Folkets Dagblad" efter Kinas största dagstidning. Bandmedlemmen Liten Falkeholm jobbade på Stockholms stadsteater och de hade en idrottsförening som hette Eldkvarns IF, vilket inspirerade till förslaget Eldkvarn. Bandet kände förmodligen inte till att Stockholms stadshus låg på platsen för den gamla kvarnen Eldkvarn vid det tillfället, men när de tog en längre paus 2015, i samband med att Plura Jonsson gjorde en soloturné, gjorde övriga medlemmar spelningar under namnet "Stadshuset".
Eldkvarn spelade som storband några år ute på olika musikforum runtom i landet. Musikaliskt spelade de ett slags progg, med influenser från bland andra Bob Dylan och Velvet Underground. Mot slutet av 1970-talet bytte bandet dock ett par medlemmar och även musikalisk stil. Vid den här tiden gjorde för första gången Werner Modiggård premiär i Eldkvarn. Eldkvarn tog åt sig av den framväxande punkrocken och började spela kortare och kaxigare låtar, något som kom att leda till stor kommersiell framgång med albumet Pojkar, pojkar, pojkar.

### 1980-tal
Framgångarna fortsatte med album som Musik för miljonärer och Genom ljuva livet. Första halvan av 1980-talet turnerade Eldkvarn flitigt, bland annat tillsammans med Ebba Grön. Efter några år började det hårda levernet med mycket turnerande och festande att ta ut sitt pris för medlemmarna och i mitten av 1980-talet fick bandet ombildas ännu en gång. Man passade även på att åter byta stil. Vid den här tiden blev Claes von Heijne medlem i gruppen för första gången.
Plura började skriva betydligt längre låtar och textmässigt började han hämta alltmer ur sin egen uppväxt och sitt eget liv. Detta kom att leda till Eldkvarns största kommersiella framgångar, med album som Himmelska dagar och Kungarna från Broadway blev Eldkvarn ett av de största svenska banden. Det sistnämnda producerades av Mauro Scocco från den då mycket populära gruppen Ratata. Allt kulminerade i den stora föreställningen Cirkus Broadway sommaren 1988, där Eldkvarn uppträdde i ett cirkustält i Stockholm och Göteborg med gästartister såsom Joakim Thåström, Eva Dahlgren, Pugh Rogefeldt, Totta Näslund och Orup. Samma sommar spelade man även på Hultsfredsfestivalen. Gruppen fick också en kommersiell framgång med sin tolkning av Cornelis Vreeswijks "Somliga går med trasiga skor".

### 1990-tal
Efter Cirkus Broadway experimenterade Eldkvarn med olika nya musikstilar. De lät sig på några skivor inspireras av bland annat U2, spansk musik och moderna maskinella rytmer. Bandet var ofta förstärkt med olika gästmusiker. Samtidigt uteblev de större framgångarna. Bandet fortsatte dock turnera flitigt, vilket bland annat resulterade i livealbumet Tempel av alkohol 1994. Gruppens första samlingsbox, Den långa färden, kom 1991.
I mitten av 1990-talet återvände Claes von Heijne och Werner Modiggård till Eldkvarn och den fem man starka konstellationen har stått sig sedan dess. Bandet började hitta tillbaks till sin framgångsrika stil genom Lyckliga tider, men den verkliga comebacken kom 1999 med det av Peter LeMarc producerade mörka albumet Limbo, starkt influerat av Bob Dylans Time Out of Mind.
1998 kom albumet Pekings stjärnor på vilket olika band spelar låtar till fotbollslaget IFK Norrköping. Eldkvarn bidrog med låten "IFK (Tröjan var vit)".

### 2000-tal

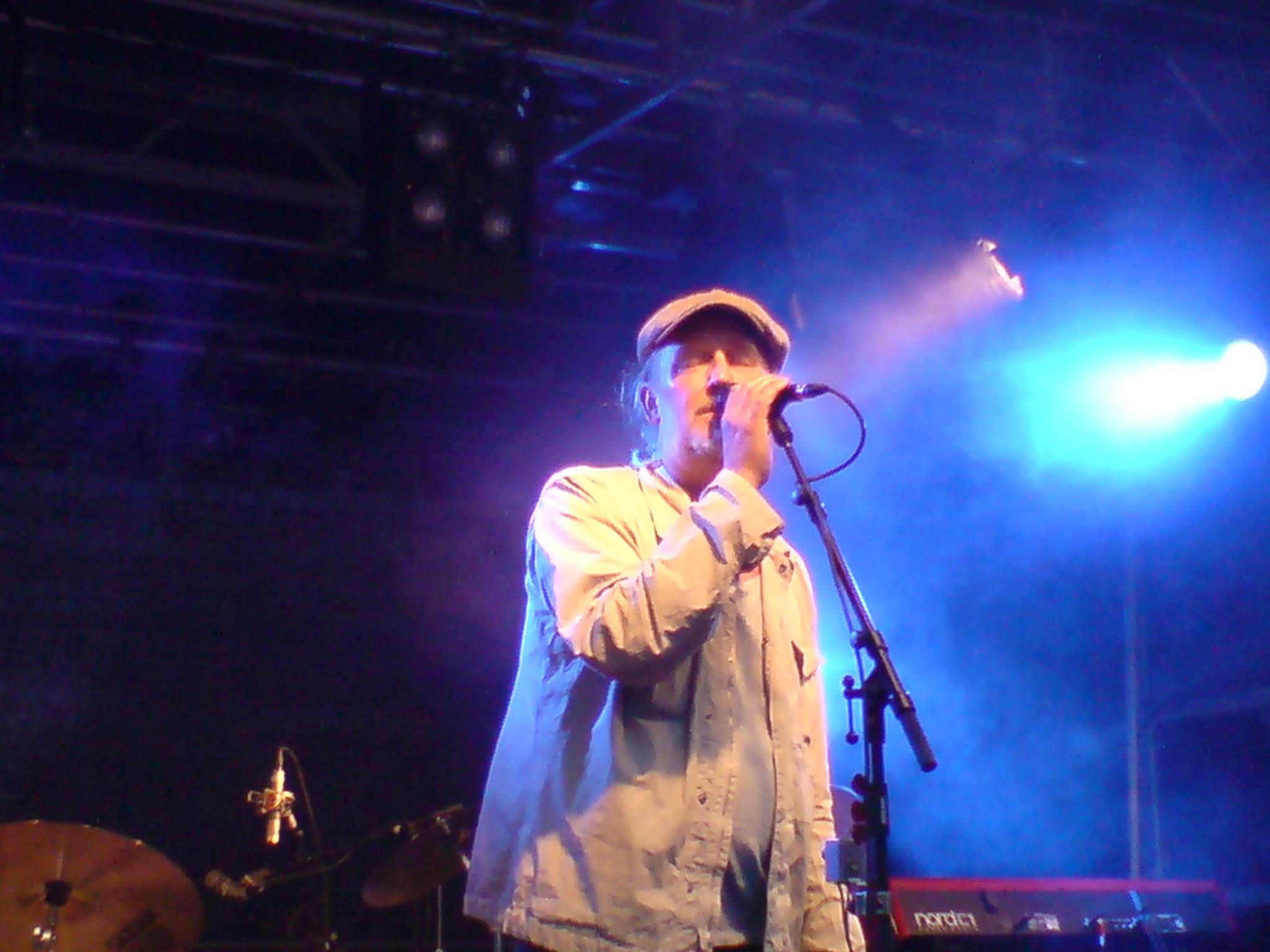
Plura Jonsson uppträder med Eldkvarn i Trädgårdsföreningen i Göteborg 2009.

Eldkvarn fortsatte i samma stil med 2001 års album Död stjärna, som präglas av dels det förhållande som Plura nyligen hade avslutat och dels det han nyligen inlett. Efter detta album följde den längsta period då Eldkvarn inte givit ut skivor med nytt eget material. 2002 kom Brott lönar sig alltid där bandet spelade in egna versioner av låtar som Plura skrivit åt andra artister. Vid den här tiden kom även Håkan Hellström ut som ett stort fan av Eldkvarn; han gästade dem live vid några tillfällen och Plura gästade även Håkan Hellström.
2005 kom Atlantis, producerad av Jari Haapalainen som varit bandets producent sedan dess. Albumet blev en stor framgång och bandet fick något av en renässans, något som förstärktes när Plura började blogga som ett led i marknadsföringen av 2007 års album Svart blogg. Både bloggen och skivan fick mycket uppmärksamhet och goda omdömen. Eldkvarn kom att uppleva sina största framgångar på nästan tjugo år, och texter ur bloggen kom sedermera att ingå i Pluras självbiografiska bok Resa genom ensamheten, som utgavs 2008. Samma år lanserade Eldkvarn även boken Texter och historier från den stora landsvägen och albumet Hunger Hotell.
Under decenniet har Eldkvarn flera gånger uppträtt i Svenska kyrkan i specialkomponerade mässor där gruppens låtar inpassats i mässans liturgi och varit utgångspunkt för predikan och textläsning. Den första mässan, Kärlekens törst, hade premiär 16 juni 2000 i Annedalskyrkan i Göteborg. Gruppen återkom till samma kyrka med Kärlekens låga den 23 september 2006 och Kärlekens väg den 12 mars 2010. Alla tre mässorna spelades in vid premiärerna och gavs ut på skiva.

### 2010-tal
Efter att under åren 2009 och 2010 inte ha gett ut något nytt studioalbum, men däremot turnerat flitigt och – särskilt vad gäller Plura – exponerats relativt mycket i media, släppte Eldkvarn sommaren 2011 låten "Fem tjänstemän (Balladen om Eldkvarn)". På hösten samma år kom albumet De berömdas aveny och gruppens andra samlingsbox, Den goda skörden. Bandet fortsatte turnera flitigt till och med sommaren 2015. 
I en intervju från oktober 2015 förklarade Plura att bandet Eldkvarn tills vidare lagts på is,och turnéavslutet blev 28 november på Västerås konserthus klubbscen. 
2017 turnerar Plura med ett nytt band, samtidigt som de fyra andra Eldkvarnmedlemmarna i första hand spelar Carlas låtar tillsammans under namnet Stadshuset.

### 2020-tal
Hösten 2021 presenterade Eldkvarn planer på att ge sig ut på en turné sommaren 2022 för att fira gruppens 50-årsjubileum, och i samband med det skulle ett nytt album ges ut. Detta genomfördes dock aldrig, mycket beroende på spänningar mellan Plura och de andra bandmedlemmarna.
Inför detta skrev Håkan Lagher en biografi om bandet som skulle lanseras samtidigt med albumet. Våren 2023 gavs till slut biografin Eldkvarn - Dö med stövlarna på ut.
Under mars 2023 berättade gruppen att de skulle ge en avskedskonsert i Norrköping under juli samma år, ett stenkast från platsen där de först bildades. Efter oväntat stort publikintresse blev det två konserter. I samband med konserterna gavs samlingsalbumet Tillbaks i stan ut.
Efter att de två positivt mottagna konserterna under 2023 så meddelade bandet senare samma år att de skulle bli en avskedsturné under sommaren 2024 vid namn Det är aldrig försent att lägga av. Turnén som pågick mellan juni och augusti var planerad att bestå av 18 konserter. 

## Medlemmar

### Nuvarande medlemmar
- Per "Plura" Jonsson (f. 1951) – sång, kompgitarr. Gruppens huvudsaklige låtskrivare. (1971– )
- Carl Stefan "Carla" Jonsson (f. 1953) – sologitarr, sång, körsång. Skriver en del av gruppens låtar. (1971– )
- Tony Thorén (f. 1952) – basgitarr, körsång (1971– )
- Werner Modiggård (f. 1952) – trummor, körsång (1979–1984, 1995– )
- Claes von Heijne (f. 1957) – klaviaturinstrument (1984, 1987–1991, 1995– )

### Tidigare medlemmar
- Staffan Odenhall (f. 1953) – saxofon (1972–1974)
- Curt-Åke Stefan (f. 1951) – gitarr, klaviaturinstrument (1971–1979)
- Wenche Arnesen (f.1951) – sång (1975–1979)
- Liten Falkeholm (f. 1954) – xylofon, klaviaturinstrument, sång (1975–1979)
- Lage Bergström (f. 1956) – trummor (1974–1978)
- Claes Carlsson (f. 1954) – saxofon, klaviaturinstrument (1979–1984)
- Lennart Helperin (f. 1959) – trumpet (1982–1984)
- Fredric "Fralle" Holmquist (f. 1960) – klaviaturinstrument (1985–1986)
- Peter Smoliansky (f. 1962) – trummor (1985–1992)
- Magnus Persson (f. 1960; d. 2014) – trummor (1993–1994)

Dessutom spelade Jesper Lindberg ofta banjo och pedal steel guitar med bandet under sent 1980-tal och tidigt 1990-tal, dock utan att vara fast medlem i bandet. Sedan mitten av 00-talet medverkar Adrian Modiggård, son till Werner Modiggård, regelbundet på slagverk och körsång. Marcus Olsson medverkar på klaviaturinstrument, saxofon och flöjt.

## Diskografi

### Album

#### Studioalbum
- 1974 – Elisabet (utgivet under gruppnamnet Piska mig hårt)
- 1976 – En lång het weekend
- 1978 – Pantad och såld
- 1979 – Pojkar, pojkar, pojkar
- 1980 – Musik för miljonärer
- 1981 – Genom ljuva livet
- 1983 – Tuff lust
- 1984 – Barbariets eleganter
- 1984 – Ny klubb
- 1986 – Utanför lagen
- 1987 – Himmelska dagar
- 1988 – Kungarna från Broadway
- 1989 – Karusellkvällar
- 1991 – Legender ur den svarta hatten
- 1993 – Pluralism
- 1994 – Sånger från Nedergården
- 1997 – Lyckliga tider
- 1999 – Limbo
- 2001 – Död stjärna
- 2002 – Brott lönar sig alltid
- 2005 – Atlantis
- 2007 – Svart blogg
- 2008 – Hunger Hotell
- 2011 – De berömdas aveny

#### Livealbum
- 1989 – Cirkus Broadway
- 1994 – Tempel av alkohol
- 2000 – Kärlekens törst
- 2006 – Kärlekens låga
- 2007 – Svart gig
- 2010 – Kärlekens väg

#### Samlingsalbum
- 1988 – Vägen från Peking
- 1997 – Det gamla landet
- 2000 – Eldkvarns bästa. Dom lyckliga, lyckliga ... olyckliga åren
- 2011 – Stans bästa band 1971–2011 – de första 40 åren
- 2023 – Tillbaks i stan

#### Samlingsboxar
- 1991 – Den långa färden 1971–1991 (4CD-box)
- 2011 – Den goda skörden 1971–2011 – de första 40 åren (10CD + USB + bok)

#### Medverkan på samlingsalbum med blandade artister
- 1988 – Den flygande holländaren (sånger av Cornelis Vreeswijk)
- 1990 – Taube (sånger av Evert Taube)
- 1994 – Vilda fåglar (sånger om barn)
- 2000 – Pekings stjärnor
- 2004 – Trots
- 2005 – Dubbel trubbel (sånger av Olle Adolphson)

### Singlar, vinyl
- "Sömnlösa Dagar" / "Rebellen" (1976)
- "Nya tider" / "Staden utan slut" (1978)
- "Sex" / "Mitt i ett våld" (1981)
- "Happy hour" (1982)
- "Tuff Lust" / "Skrik som ett barn" (1983)
- "Kärlekens tunga" / "En sista dans" (1988)
- "Min brud" / "Våra vilda hjärtan" (1988)
- "Långsamt tåg" / "Skiss över änglarna från Cadaques" (1989)
- "Kärleken knackar på din dörr" / "Kom hit igen" (1989)
- "Madelene jag kommer hem" / "När stillheten drar sin vagn" (1991)
- "Vi föll genom natten" / "Den bästa tiden av ditt liv (1991)
- "Den långa färden" / "Mannen i den svarta hatten" / "Allt som folk säger" (1991)

### Singlar, CD
- "Madelene jag kommer hem" / "När stillheten drar sin vagn" (1991)
- "Den långa färden" / "Mannen i den svarta hatten" / "Allt som folk säger" / "Vi föll genom natten (akustisk version)" (1991)
- "Den långa färden" / "Mannen i den svarta hatten" / "Allt som folk säger" (1991)
- "Vår lilla stad" / "Tillbaka i stan" (1993)
- "Män som mig" / "Två brustna hjärtan och tio blå" (1993)
- "En man av hjärtat" / "Peggie med trumman" (1994, EMI Svenska)
- "Vänner" / "Gjord av lust" (1994)
- "Han har dig" / "Pojkar, pojkar, pojkar" (1994)
- "Kitty & dom blå hästarna" / "Kärlekens tunga" (1995)
- "Ingenting gör ont" / "Lilla Paris" (1997)
- "Om stjärnor faller" / "Jag är bättre än dej" (1997)
- "Fyra sånger från albumet Limbo" (1999, promo)
- "Vilken underbar värld" / "27" (1999? promo)
- "Samma Sort" / "Huvudet Högt" (1999)
- "Limbo+" (2000 EP)
- "Jag står upp än; Jag står upp än (radioversion)" / "Jag står upp än" (2001, MNW)
- "Jag älskar Dig" (2001, promo)
- "Bara för din skull (radioversion/albumversion)" (2002, promo)
- "Brott lönar sig alltid" / "Kung i blodet" / "Kärleken har lämnat stan" / "Minns du den sommar" (2002, promo)
- "Kung i blodet" (2003)
- "Konfettiregn" / "Äntligen min (höstversion)" (2005)
- "Fulla för kärlekens skull" (2007)
- "Hunger Hotell" / "Bröllopsång 1&2" (2008)

### Singlar, digitala
- "En ledig man" (2007)
- "Motorcykel med sidovagn" (2009)
- "Fem tjänstemän" (2011)
- "De berömdas aveny" (2011)

## Övrigt
- När Aftonbladet 1999 listade århundradets femtio bästa svenska artister, kom Eldkvarn på 4:e plats.